# 1.Outside
1.Outside — двадцатый студийный и третий концептуальный альбом Дэвида Боуи, выпущенный 25 сентября 1995 года, в сотрудничестве с Брайаном Ино. Предполагалось, что он будет первым в серии из пяти альбомов-рассказов об искусстве и убийстве. Боуи планировал выпустить по одному альбому в год в период с 1995 по 1999. Однако идея не осуществилась, и «1.Outside» так и остался первым и единственным альбомом серии. Альбом содержит подзаголовок: «Ритуальное Арт-Убийство Малышки Грэйс Блю: Нелинейный Готический Драматический Гипер-цикл» (англ. «the Ritual Art-Murder of Baby Grace Blue: A non-linear Gothic Drama Hyper-Cycle»); концепция произведения концентрируется вокруг персонажей мрачного апокалиптического мира, действия сюжета происходят накануне XXI-века. «1.Outside» вернул Боуи обратно на волну мейнстримового рока, поддерживаемый хит-синглами «The Hearts Filthy Lesson», «Strangers When We Meet» и «Hallo Spaceboy» (в частности, ремиксом Pet Shop Boys).

## Концепция
Буклет альбома содержит рассказ Боуи, «Дневник Натана Адлера», в котором он описывает несколько мрачные образы 1999 года, в котором правительство создаёт новое бюро по расследованию явлений, так называемых, художественных преступлений (англ. Art Crime). В этот период убийство и искажение тел стали новым, модным подпольным видом искусства. Главный герой пластинки, Натан Адлер, участвует в деле о принятии решения, являются ли данные действия юридически приемлемыми как искусство, или всё это вне закона. Альбом наполнен ссылками на персонажей и их жизнь, поскольку исследует сложные события, приводящие к убийству 14-летней девочки. Одна ссылка намекает, предположительно, что Натан Адлер работает на британское правительство, из-за нескольких упоминаний о Лондоне и Оксфорде, но в буклете фигурируют (по крайней мере в некоторых изданиях) Лондон, Онтарио, Оксфорд и штат Нью-Джерси, намекая на то, что эта история могла происходить в Северной Америке, или, более того, что различие между этими двумя местами стираются и неразличимы.
В интервью Боуи отметил, что альбом должен был отражать волнение последних пяти лет до наступления нового тысячелетия:
В целом, долгосрочные амбиции состоят в том, чтобы сделать это серией альбомов и выпустить их до 1999 года — попытаться захватить с помощью этого предмета, чувства за последние пять лет этого тысячелетия. Это - дневник в дневнике. Рассказ и история не содержание, содержание - пространство между линейными частицами. Тошнота, странность, текстуры....Оригинальный текст (англ.)Overall, a long-term ambition is to make it a series of albums extending to 1999—to try to capture, using this device, what the last five years of this millennium feel like. It's a diary within the diary. The narrative and the stories are not the content—the content is the spaces in between the linear bits. The queasy, strange, textures....
О, у меня есть самые теплые надежды на конец века. Я рассматриваю это как символический обряд жертвоприношения. Я рассматриваю это как отклонение, языческое желание успокоить богов, таким образом, мы можем двигаться дальше. Там происходит реальное духовное голодание, заполняющиеся этими мутациями, которые являются почти забытыми обрядами и ритуалами, чтобы занять место пустоты, оставленное неавторитетной церковью. У нас есть эта аварийная кнопка, говорящая нам, что это будет колоссальным безумием в конце века.Оригинальный текст (англ.)Oh, I've got the fondest hopes for the fin de siecle. I see it as a symbolic sacrificial rite. I see it as a deviance, a pagan wish to appease gods, so we can move on. Theres a real spiritual starvation out there being filled by these mutations of what are barely-remembered rites and rituals. To take the place of the void left by a non-authoritative church. We have this panic button telling us it's gonna be a colossal madness at the end of this century.

## Последующие альбомы
Первоначально Боуи выразил намерение продолжить рассказ «Outside» на следующих альбомах: «Contamination» и «Afrikaan». Они так и не увидели свет, хотя некоторая сессионная работа, вероятно, была сделана: небольшое упоминание о ней прозвучало в проектах после 2003 года.
Одна вещь, о которой я могу действительно серьёзно думать в будущем, что я хотел бы заполучить — это является настолько пугающим — остальную часть работы, которую сделали [Брайан] Ино и я, когда мы начали создавать альбом «Outside» ['95]. Мы импровизировали в течение восьми дней, и у нас накопилось где-то 20 часов материала, я просто не могу начать перебирать или прослушать его. Но там есть несколько абсолютно драгоценных вещей...Оригинальный текст (англ.)The one thing I can truly, seriously think about in the future that I would like to get my teeth into—it's just so daunting—is the rest of the work that [Brian] Eno and I did when we started to do the Outside album ['95]. We did improv for eight days, and we had something in the area of 20 hours' worth of stuff that I just cannot begin to get close to listening to. But there are some absolute gems in there...

## Реакция публики и тур
В сентябре 1995 года, Дэвид организовал Outside Tour, Ривз Гэбрелс присоединился к нему в качестве гитариста для его концертной группы. Боуи пригласил Nine Inch Nails в совместный тур по США, этот выбор в равной степени хвалили и высмеивали фанаты и критики. NIN и Боуи (а также группа Кевина Макмахона «Prick», индастриал-музыканта и друга Трента Резнора) гастролировали в качестве сохэдлайнеров тура: NIN выходили на сцену первыми, всегда выступали равное количество времени, сколько и Боуи. Артисты изменили список композиций из-за больших декораций, NIN играли несколько композиций Боуи («Subterraneans», «Hallo Spaceboy» и «Scary Monsters (and Super Creeps)»), а затем исполняли две свои песни дуэтом с Дэвидом («Reptile» и «Hurt»). Последующие британские/европейские турне Боуи с Моррисси, также получили неоднозначный приём у публики. Сольный тур, который Боуи провёл летом, был принят лучше, из-за отсутствия политики разделения билетов поровну, между преданными поклонниками и прочей публикой.
Трент Резнор сделал несколько совместных записей с Боуи, в значительной степени под влиянием последнего, и в дальнейшем также сотрудничал с Дэвидом, сделав ремикс на песню «The Hearts Filthy Lesson», а затем на сингл «I’m Afraid of Americans», кроме того, он снялся в клипе на эту песню вместе с Боуи. Возможно, Дэвид также находился под влиянием Резнора, например, на нескольких концертах Outside Tour, бас-гитаристка Гейл Энн Дорси носила маску распятия, поразительно похожую, на маску из клипа «Closer» NIN. Однако, когда в 1995 году, его спросили был ли «1.Outside» написан под влиянием Nine Inch Nails, Боуи ответил: «группа, у которой я что-то перенял в музыкальном плане — были трое парней из Швейцарии, под названием „The Young Gods“ … Я знал о них до знакомства с творчеством Nine Inch Nails» (англ. «the band that I was actually quite taken with was three guys from Switzerland call The Young Gods … I’d been aware of them previous to knowing about Nine Inch Nails»).

## Outside Outtakes
Изначально, «Outside» был задуман в марте 1994 года, на основе трёх с половиной часового «джема», между Дэвидом Боуи, Брайаном Ино и другими музыкантами, участвующими в проекте. Боуи хотел выпустить сырую версию материала, как двойной альбом под названием «Leon», но не смог найти лейбл готовый издать это, поскольку материал не выглядел коммерчески привлекательным. Ряд оригинальных треков из этого «джема» просочились в интернет, фанаты дали им название — «Outside Outtakes».
Outtakes появились в финальной версии альбома и были значительно отредактированы по сравнению с оригиналом, они были распределены на всем его протяжении, в виде примитивных переходов между композициями (Segue). «I Am With Name», к примеру, длился 22 минуты в версии Outtakes, также были изменены другие треки (например «The Enemy is Fragile», выбранный Ривзом Гэбрелсом и «We’ll Creep Together», имевший похожий звук с композицией «The Motel»).

## Список композиций
Все песни написаны Дэвидом Боуи и Брайаном Ино, за исключением отмеченных. Курсивом отмечены персонажи, которые поют в конкретной песне.
1. «Leon Takes Us Outside» Леон Бланк — 1:25 (Дэвид Боуи, Брайан Ино, Ривз Гэбрелс, Майк Гарсон, Эрдал Кизилкей, Стерлинг Кэмпбелл)
2. «Outside» Пролог — 4:04 (Кевин Армстронг, Дэвид Боуи)
3. «The Hearts Filthy Lesson» Детектив Натан Адлер — 4:57 (Дэвид Боуи, Брайан Ино, Ривз Гэбрелс, Майк Гарсон, Эрдал Кизилкей, Стерлинг Кэмпбелл)
4. «A Small Plot of Land» Жители города Оксфорда, Нью-Джерси — 6:34 (Дэвид Боуи, Брайан Ино, Ривз Гэбрелс, Майк Гарсон, Эрдал Кизилкей)
5. «(Segue) — Baby Grace (A Horrid Cassette)» Милая малышка Грэйс — 1:39 (Дэвид Боуи, Брайан Ино, Ривз Гэбрелс, Майк Гарсон, Эрдал Кизилкей, Стерлинг Кэмпбелл)
6. «Hallo Spaceboy» Пэдди — 5:14
7. «The Motel» Леон Бланк — 6:49
8. «I Have Not Been to Oxford Town» Леон Бланк — 3:47
9. «No Control» Детектив Натан Адлер — 4:33
10. «(Segue) — Algeria Touchshriek» Алжерия Тачшрик — 2:03 (Дэвид Боуи, Брайан Ино, Ривз Гэбрелс, Майк Гарсон, Эрдал Кизилкей, Стерлинг Кэмпбелл)
11. «The Voyeur of Utter Destruction (as Beauty)» Художник/Минотавр — 4:21 (Дэвид Боуи, Брайан Ино, Ривз Гэбрелс)
12. «(Segue) — Ramona A. Stone/I Am With Name» Рамона A. Стоун и её помощники — 4:01 (Дэвид Боуи, Брайан Ино, Ривз Гэбрелс, Майк Гарсон, Эрдал Кизилкей, Стерлинг Кэмпбелл)
13. «Wishful Beginnings» Художник/Минотавр — 5:08
14. «We Prick You» Члены Суда — 4:33
15. «(Segue) — Nathan Adler» Детектив Натан Адлер — 1:00 (Дэвид Боуи, Брайан Ино, Ривз Гэбрелс, Майк Гарсон, Эрдал Кизилкей, Стерлинг Кэмпбелл)
16. «I’m Deranged» Художник/Минотавр — 4:31
17. «Thru' These Architects Eyes» Леон Бланк — 4:22 (Дэвид Боуи, Ривз Гэбрелс)
18. «(Segue) — Nathan Adler» Детектив Натан Адлер — 0:28 (Дэвид Боуи, Брайан Ино, Ривз Гэбрелс, Майк Гарсон, Эрдал Кизилкей, Стерлинг Кэмпбелл)
19. «Strangers When We Meet» Леон Бланк — 5:07 (Дэвид Боуи)

Примечания: «I Am With Name» содержит семпл из «The Brian May Band Live at Brixton Academy».

## Другие издания
Японское издание содержало дополнительный трек «Get Real», как и переиздание Sony, в 2004 году.
Отредактированный вариант альбома, «Excerpts from Outside», был выпущен как полноценный альбом, в 1995 году. В 1996 году альбом был выпущен в версии № 2, но с различными вариантами его содержания в Австралии, Японии и Европе. В Европе, переиздание было выпущено лейблом BMG без трека «Wishful Beginnings», но с ремиксом Pet Shop Boys на песню «Hallo Spaceboy», в качестве заключительного трека. В Австралии и Японии, версия № 2 была выпущена в виде двухдискового издания, первый диск был идентичной версией оригинального альбома, на втором диске были ремиксы и концертные версии песен, уже вышедшие на синглах в 1995—1996 годы. В 2004 году альбом был снова выпущен ограниченным двухдисковым изданием.

### Excerpts from Outside
1. «Leon Takes Us Outside (edit)» — 0:24
2. «Outside» — 4:04
3. «The Hearts Filthy Lesson» — 4:57
4. «A Small Plot of Land» — 6:34
5. «Segue — Baby Grace Blue (A Horrid Cassette)» — 1:39
6. «Hallo Spaceboy» — 5:14
7. «The Motel (edit)» — 5:03
8. «I Have Not Been to Oxford Town» — 3:47
9. «The Voyeur of Utter Destruction (as Beauty)» — 4:21
10. «Segue — Ramona A. Stone / I am with Name» — 4:01
11. «We Prick You» — 4:33
12. «Segue — Nathan Adler» — 1:00
13. «I’m Deranged» — 4:31

### Австралийский бонус-диск — версия 2
1. «Hallo Spaceboy (Pet Shop Boys remix)» — 4:26
2. «Under Pressure (live version)» — 4:08
3. «Moonage Daydream (live version)» — 5:29
4. «The Man Who Sold the World (live version)» — 3:35
5. «Strangers When We Meet (edit)» — 4:21
6. «The Hearts Filthy Lesson (Bowie mix)» — 4:56

На бонус-диске японского издания, был «Rubber mix» песни «The Heart’s Filthy Lesson», вместо «Bowie mix».

### Ограниченное двухдисковое издание, 2004
1. «The Hearts Filthy Lesson (Trent Reznor Alternative Mix)» — 5:20
2. «The Hearts Filthy Lesson (Rubber Mix)» — 7:41
3. «The Hearts Filthy Lesson (Simple Test Mix)» — 6:38
4. «The Hearts Filthy Lesson (Filthy Mix)» — 5:51
5. «The Hearts Filthy Lesson (Good Karma Mix by Tim Simenon)» — 5:00
6. «A Small Plot of Land (Basquiat)» — 2:48
7. «Hallo Spaceboy (12» Remix)" — 6:45
8. «Hallo Spaceboy (Double Click Mix)» — 7:47
9. «Hallo Spaceboy (Instrumental)» — 7:41
10. «Hallo Spaceboy (Lost in Space Mix)» — 6:29
11. «I am with Name (Album Version)» — 4:01
12. «I’m Deranged (Jungle Mix)» — 7:00
13. «Get Real» — 2:49
14. «Nothing to be Desired» — 2:15

## Участники записи

### Музыканты
- Дэвид Боуи: вокал, саксофон, гитара, клавишные
- Брайан Ино: синтезаторы, treatments, strategies
- Ривз Гэбрелс: гитара
- Эрдал Кизилкей: бас, клавишные
- Майк Гарсон: рояль
- Стерлинг Кэмпбелл: ударные
- Карлос Аломар: ритм-гитара
- Джоуи Бэрон: ударные
- Йоси Файн: бас
- Том Фриш: дополнительная гитара на «Strangers When We Meet»
- Кевин Армстронг: дополнительная гитара на «Thru' These Architect’s Eyes»
- Bryony, Lola, Josey and Ruby Edwards: бэк-вокал на «The Heart’s Filthy Lesson» и «I Am With Name»

### Продюсеры
- Дэвид Боуи
- Брайан Ино
- Дэвид Ричардс (сопродюсер)

### Микширование и дополнительная обработка
- Дэвид Ричардс
- Дэвид Боуи

#### Мастеринг
- Дэвид Ричардс
- Kevin Metcalfe

#### Аудиоинженеры
- Ben Fenner
- Andy Grassi
- Jon Goldberger
- Domonik

#### Дизайн альбома и обработка изображений
- Denovo

#### Концепция обложки
- Дэвид Боуи
- Denovo

#### Создание лицевой обложки
- «Head of DB» (11"x11") холст, акрил, Дэвид Боуи, 1995 год

#### Фотографии
- John Scarisbrick

#### Стилист
- Дженнифер Элстер

## Хит-парады

### Альбом
| Год  | Хит-парад              | Высшая позиция |
| ---- | ---------------------- | -------------- |
| 1995 | UK Albums Chart        | 8              |
| 1995 | Billboard 200          | 21             |
| 1995 | Norwegian Albums Chart | 15             |